# Il libro della giungla (film 1973)
Il libro della giungla (in russo Маугли?, Maugli) è un film d'animazione del 1973 diretto da Roman Davydov.
Pellicola sovietica basata sull'omonimo romanzo di Rudyard Kipling, si compone di cinque cortometraggi da 20 minuti ciascuno realizzati tra il 1967 e il 1971, che nel 1973 sono stati montati insieme per formare un lungometraggio.

## Trama
Il piccolo Mowgli viene allevato nella giungla da un branco di lupi guidato da Akela. Cresciuto farà amicizia con la pantera Bagheera, l'orso Baloo e il serpente Kaa e scoprirà infine la sua vera natura.